# Vineuil-Saint-Firmin
Vineuil-Saint-Firmin is een gemeente in het Franse departement Oise (regio Hauts-de-France). De plaats maakt deel uit van het arrondissement Senlis. Vineuil-Saint-Firmin telde op 1 januari 2022 1.399 inwoners.

## Geografie
De oppervlakte van Vineuil-Saint-Firmin bedroeg op 1 januari 2022 7,78 vierkante kilometer; de bevolkingsdichtheid was toen 179,8 inwoners per km².

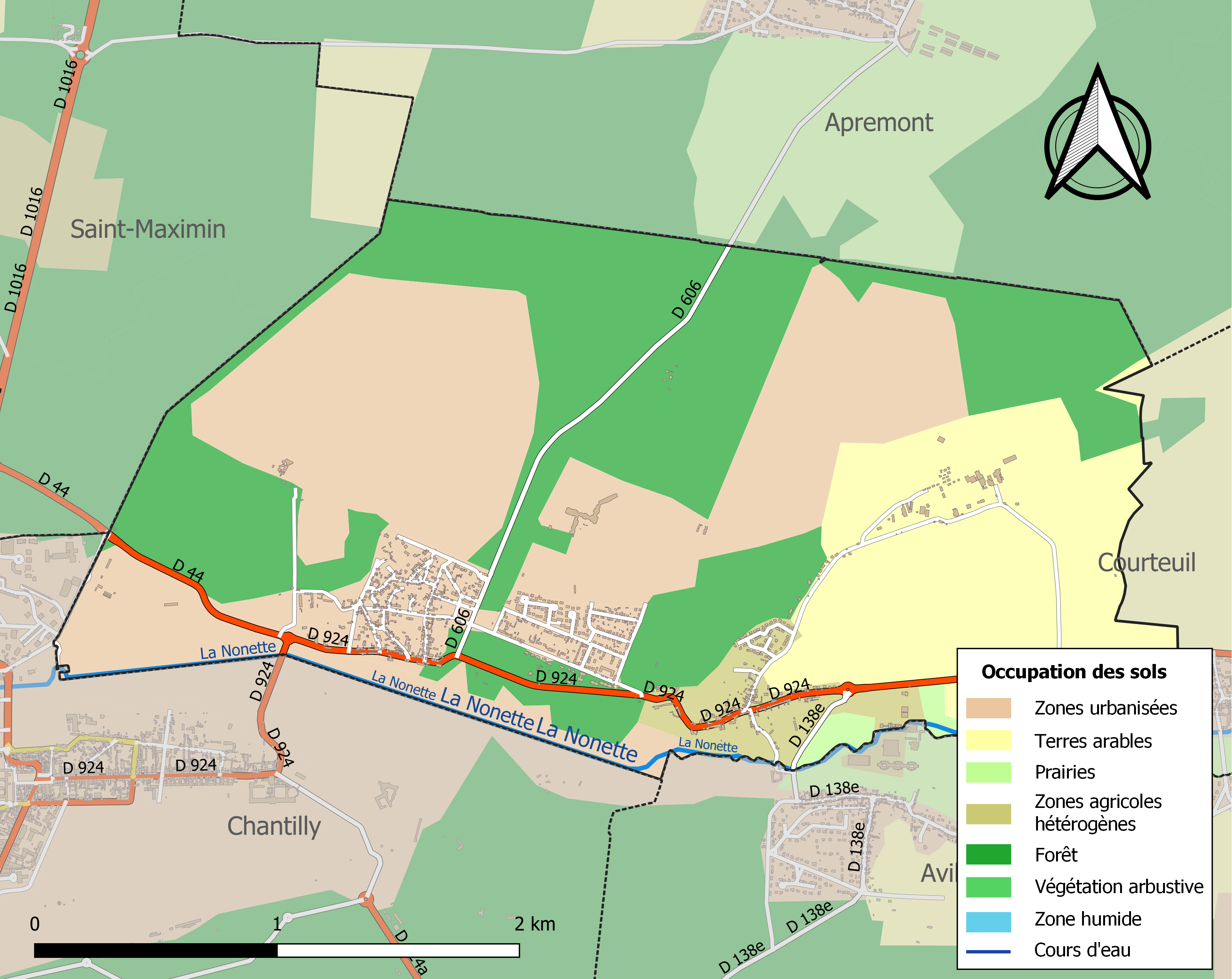
Kaart van de gemeente met belangrijkste infrastructuur, bodemgebruik en omliggende gemeenten

## Demografie
Onderstaande figuur toont het verloop van het inwonertal (bron: INSEE-tellingen).

## Geboren in Vineuil-Saint-Firmin
- Roger Borniche (1919), politie-inspecteur en schrijver
- Joseph Wasko (1931), wielrenner